# اوباشگری (رفتار جانوری)

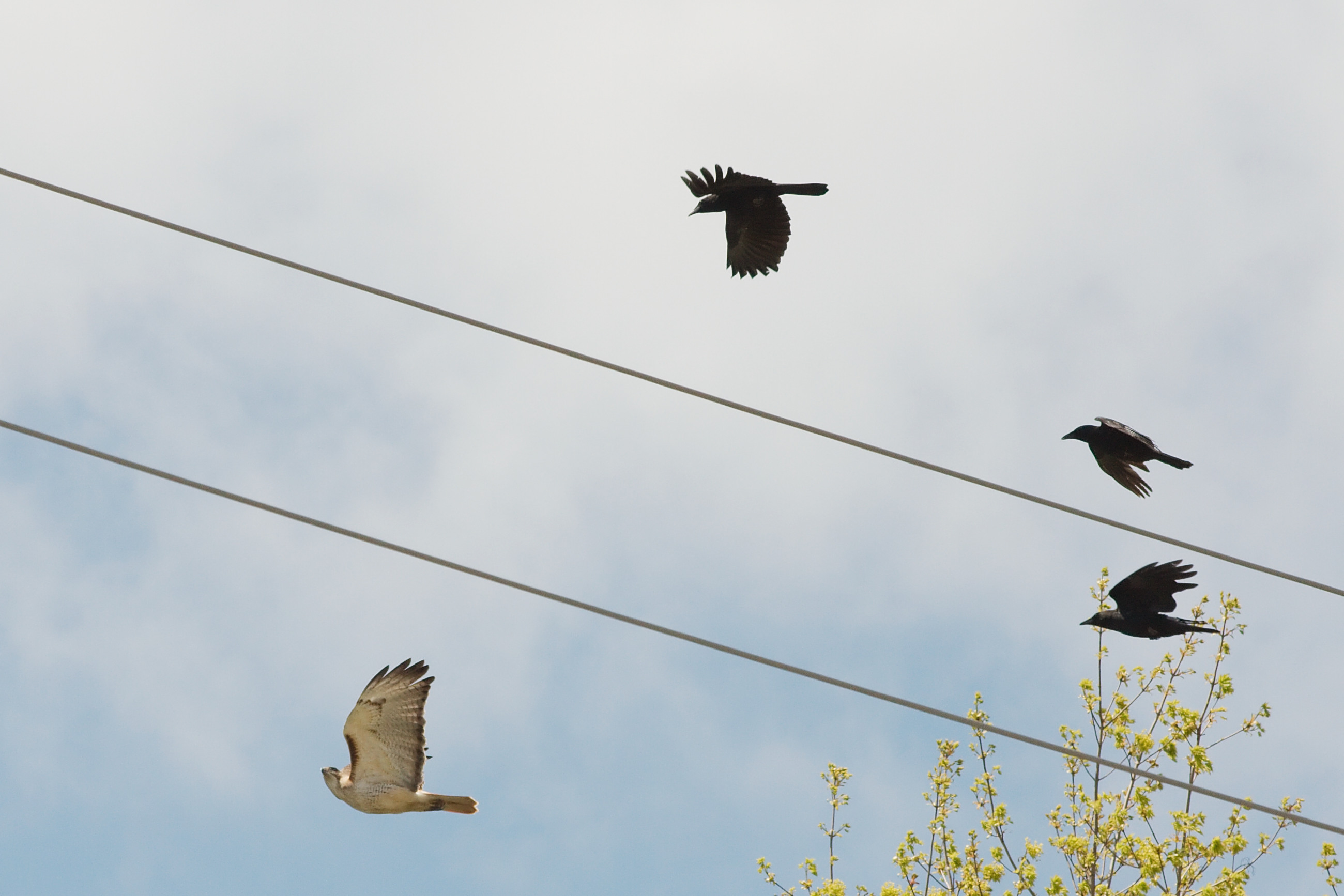
کلاغ‌های آمریکایی (Corvus brachyrhynchos) در حال حمله به باز دم‌سرخ (Buteo jamaicensis).

اوباشگری (به انگلیسی: Mobbing) در جانوران یک سازگاری ضدشکار است که در آن افراد گونه‌های طعمه با حمله یا آزار و اذیت یک شکارگر، معمولاً برای محافظت از فرزندان خود، شکارگر را مورد اوباشگری و آزار و اذیت قرار می‌دهند. یک تعریف ساده از اوباشگری مجموعه‌ای از افراد در پیرامون یک شکارگر بالقوه خطرناک است. این رفتار اغلب در پرندگان دیده می‌شود، اگرچه در بسیاری از جانوران دیگر مانند میرکت و برخی از گاویان نیز دیده می‌شود. در حالی که اوباشگری در بسیاری از گونه‌ها به‌طور مستقل تکامل یافته‌است، اما تنها در افرادی که بچه‌هایشان اغلب شکار می‌شوند، وجود دارد. این رفتار ممکن است مکمل سازگاری‌های دیدگریزی در فرزندان خود باشد، مانند استتار و پنهان شدن. ممکن است اوباشگری برای احضار افراد مجاور برای همکاری در حمله استفاده شود.

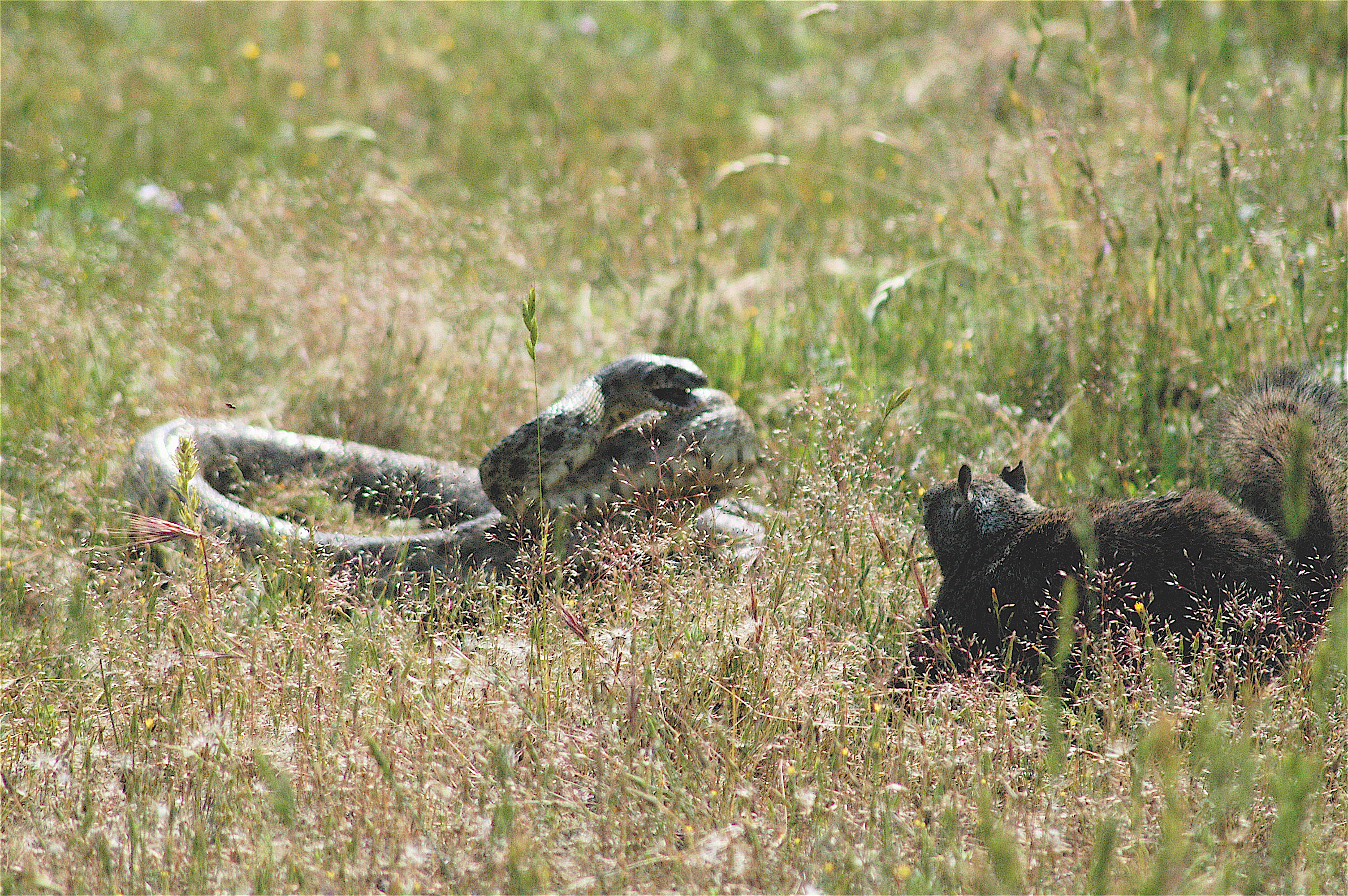
رخ دادن رفتار اوباشگری در گونه‌های بسیار مختلف، از جمله سنجاب‌های زمینی کالیفرنیا، شواهدی از فرگشت همگرا است.

کنراد لورنتس، در کتاب خود دربارهٔ پرخاشگری (۱۹۶۶)، اوباشگری در میان پرندگان و جانوران را به غریزه‌های منتسب به مبارزه داروینیان برای بقا نسبت داد. از نظر او، انسان‌ها در معرض انگیزه‌های ذاتی مشابهی هستند، اما می‌توانند آنها را تحت کنترل عقلانی قرار دهند (به اوباش مراجعه کنید).

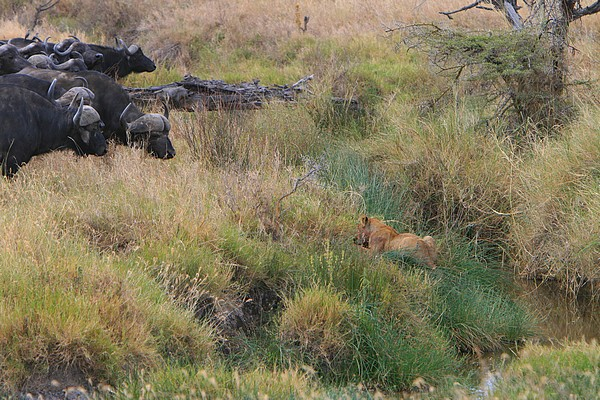
گله گاومیش‌های آفریقایی در حال رویارویی با شیر

تفسیر دیگر شامل استفاده از نظریه علامت‌دهی و احتمالاً اصل آوانس است. در اینجا ایده این است که یک پرنده اوباشگر، با قرار دادن ظاهراً خود در معرض خطر، وضعیت و سلامت خود را به گونه‌ای نشان می‌دهد که توسط شرکای احتمالی ترجیح داده شود.